# Eylaidae
Eylaidae (лат.) — семейство тромбидиформных водяных клещей из надсемейства Eylaoidea (Parasitengona, Prostigmata).

## Описание
Микроскопического размера уплощенные клещи (около 1 мм; до 4 мм). Глазная пластинка (фронтальный склерит) шириной такая же, как длина, или шире своей длины, характерно «очковидная» (с перемычкой), без гландуляриев. Коксы Cx-III и Cx-IV едва сросшиеся медиально; тело более или менее округлое Продорсальная пластинка заметно шире своей длины, сужена к середине и несет 1 пару волосков. Гнатосома имаго с нехелатными пальпами; голени длиннее genua. Хелицеры 2-сегментные.
Многочисленные виды эйлаид рода Eylais населяют пруды и временные водоемы по всему миру. Девтонимфы и взрослые особи питаются на ракушковых и ветвистоусых ракообразных, а личинки являются субэлитральными паразитами различных водных жуков Coleoptera и клопов Hemiptera. Самки Eylais производят большое количество яиц, причем самки Eylais discreta Koenike обычно откладывают от 10 000 до 13 000 яиц каждая. Личинки видов, размножающихся в весенних временных водоемах в умеренных широтах, проводят до 10 месяцев в диапаузе, прикрепляясь к своим хозяевам в постоянных водоемах, пока весенние водоемы пересыхают летом, осенью и зимой. Водяной клоп-гребляк Coenocorixa expleta (Corixidae) процветает в сильно засоленных озерах в Британской Колумбии, но исключен из озер с более низкой соленостью, поскольку не способен выжить в условиях паразитизма личинок Eylais, которые размножаются в этих местах обитания.
Личинки водных клещей семейства Eylaidae паразитируют на водных насекомых, особенно на жуках Coleoptera и клопах Hemiptera, а взрослые особи являются хищниками, питающимися на мелких водных ракообразных. Австралийская фауна включает один род с 12 видами, которые многочисленны и широко распространены в озерах и прудах.

## Систематика
Включает 2 рода и около 100 видов.
Семейство было впервые выделено в 1815 году английским зоологом и морским биологом Уильямом Элфордом Личем под названием Eylaides для рода Eylais..
- Eylais Latreille, 1796 — около 100 видов
- Rhyncheylais Lundblad, 1938
  - Rhyncheylais connexa Lundblad, 1938

## Распространение
Повсеместно.